# Episactus brunneri
Episactus brunneri är en insektsart som beskrevs av Burr 1899. Episactus brunneri ingår i släktet Episactus och familjen Episactidae. Inga underarter finns listade i Catalogue of Life.